# Меллин (баронский род)
Меллин (нем. von Mellin) — графский и баронский род.

## Происхождение и история рода
Грамотой Шведского короля Карла XI, от 18 / 28 апреля 1691 года, Густав Меллин возведен, с нисходящим его потомством, в баронское королевства Шведского достоинство.
Род потомков его: члена Финляндского Сената Акселя-Густава, Берендта-Густава, Густава-Рейнгольда и Карла-Адольфа баронов Меллин внесен, 25 января / 6 февраля 1818 года, в матрикул Рыцарского Дома Великого Княжества Финляндского, в число родов баронских, под № 4.
В 6.08.1696 ветвь рода Меллин получила титул графов Священной Римской империи. (угасла 26.11.1967.)
- граф Меллин, Борис Петрович (1740—1793) — генерал-поручик
- Николай Романович Меллин — подпоручик л.-гв. Гренадерского полка. Находился под следствием по делу декабристов, членом тайных обществ не был, подозревался в участии в восстании на Сенатской площади, что не подтвердилось. Допрошен и освобожден. Назначен в л.-гв. Сводный полк на Кавказ субалтерн-офицером 4 роты 4 батальона, штабс-капитан — 19.3.1826, командир 2 гренадерской роты — 15.5.1826, высочайшее благоволение за сражение при Аббас-Абаде — 2.12.1827, золотая шпага за храбрость — 7.3.1828.